# Stackhousioideae
Stackhousioideae es una subfamilia de plantas con flores perteneciente a la familia Celastraceae. El género tipo es: Stackhousia Sm.

## Géneros
- Macgregoria F. Muell.
- Stackhousia Sm.
- Tripterococcus Endl.